# Pierre Bertran de Balanda
Pierre Bertran de Balanda (n. 28 septembrie 1887, Toulouse, Franța – d. 28 martie 1946, Marsilia, Franța) a fost un sportiv ce a reprezentat Franța, medaliat olimpic. A participat la o ediție a Jocurilor Olimpice (1928) în care a câștigat o medalie de argint.

## Participări
Lista de mai jos prezintă principalele competiții la care a participat Pierre Bertran de Balanda de-a lungul carierei.
- equestrian at the 1928 Summer Olympics – individual jumping[*]